# Francesco Mazzuoli (vescovo)
Francesco Mazzuoli (Città della Pieve, 2 febbraio 1811 – 16 dicembre 1890) è stato un vescovo cattolico italiano.

## Biografia
Il 21 dicembre 1846 fu designato amministratore apostolico della diocesi di San Severino Marche e fu eletto vescovo titolare di Antipatride. Fu consacrato vescovo il 27 dello stesso mese nella chiesa della Santissima Trinità della Missione del cardinale Pietro Ostini, co-consacranti Giovanni Brunelli, arcivescovo titolare di Tessalonica, e Giovanni Domenico Stefanelli, O.P., arcivescovo titolare di Traianopoli di Rodope.
Il 2 ottobre 1847 fu nominato vescovo della stessa diocesi di San Severino Marche. L'11 febbraio 1889 si dimise e fu nominato vescovo titolare di Emeria.
Fu mecenate del futuro scultore Ercole Rosa.

## Genealogia episcopale
La genealogia episcopale è:
- Cardinale Scipione Rebiba
- Cardinale Giulio Antonio Santori
- Cardinale Girolamo Bernerio, O.P.
- Arcivescovo Galeazzo Sanvitale
- Cardinale Ludovico Ludovisi
- Cardinale Luigi Caetani
- Cardinale Ulderico Carpegna
- Cardinale Paluzzo Paluzzi Altieri degli Albertoni
- Papa Benedetto XIII
- Papa Benedetto XIV
- Papa Clemente XIII
- Cardinale Bernardino Giraud
- Cardinale Alessandro Mattei
- Cardinale Giacomo Giustiniani
- Cardinale Pietro Ostini
- Vescovo Francesco Mazzuoli